# روتشيدال روفرز
روتشيدال روفرز الاسم الكامل: (بالإنجليزية: Rochedale Rovers Football Club)‏ هو نادي كرة قدم أسترالي تم إنشاؤه في سنة 1972 الميلادية وشارك في الدوري الممتاز البريسباني.